# 개브리엘 기퍼즈
개브리엘 디 기퍼즈(영어: Gabrielle Dee "Gabby" Giffords, 1970년 6월 8일 ~ )는 미국의 여성 정치인이다. 애리조나주 투손 출신. 캘리포니아주 스크립스 대학교에서 사학과 사회학을 전공한 후 뉴욕주의 코넬 대학교에서 지역개발학 석사학위를 받았다. 풀브라이트 장학금으로 멕시코 치와와에 다녀왔다. 뉴욕의 프라이스워터하우스쿠퍼(PwC)에서 일하다 고향 투손으로 돌아와 여러 기업체에서 경력을 쌓았다. 민주당 소속으로 2001년 ~ 2003년 애리조나 주의회 하원의원, 2003년 ~ 2005년 주의회 상원의원으로 재직했다. 2006년 투손을 중심으로 한 애리조나주 8번 연방 하원의원 선거구에서 선거에 출마, 당선되어 2007년부터 연방 하원의원으로 재직중이다. 그는 공화당 세력이 강한 애리조나 주에서 떠오르는 젊은 여성 민주당 정치인으로 주목받기 시작했다. 그러나 이로 인하여 애리조나 주에서 반대의 목소리도 컸다. 2010년 의료보험 개혁안에 찬성표를 던졌는데, 이후 그에게 지역구에서 위협을 가하는 사람이 등장하고, 그의 사무실에 누군가가 돌을 던지기도 하였다. 2010년 11월 선거에서 보수 유권자 단체인 티파티의 낙선 대상 명부에 올라 공화당 후보와 치열한 접전을 벌였으나, 근소한 차로 승리하여 의석을 지켜 2011년 1월 6일 국회의사당에서 의원 취임 선서를 하였다. 그 후 주말을 맞아 1월 8일, 투손으로 내려가 시내의 쇼핑센터에서 유권자들과의 만남 행사를 하던 중 그를 표적으로 한 총기 난사 사건이 일어났다. 이 사고로 6명이 사망하였고, 그는 간신히 목숨은 건졌다. 그의 관자놀이에 총알이 관통, 곧바로 병원으로 옮겨졌으며, 수술에 성공하여 현재 생명에는 지장이 없는 상태이다. 2007년 결혼한 남편 마크 켈리는 해군 조종사이자 항공우주국(NASA) 소속 우주인이다.

## 역대 선거 결과
| 선거명      | 직책명                         | 대수  | 정당   | 득표율 | 득표수    | 결과 | 당락                     |
| ----------- | ------------------------------ | ----- | ------ | ------ | --------- | ---- | ------------------------ |
| 2000년 선거 | 하원의원 (애리조나 제13선거구) | 45대  | 민주당 | 27.83% | 25,160표  | 1위  | 애리조나 주의원 당선     |
| 2002년 선거 | 상원의원 (애리조나 제28부)     | 46대  | 민주당 | 74.19% | 31,301표  | 1위  | 애리조나 주의원 당선     |
| 2004년 선거 | 상원의원 (애리조나 제28부)     | 47대  | 민주당 | 64.15% | 43,911표  | 1위  | 애리조나 주의원 당선     |
| 2006년 선거 | 하원의원 (애리조나 제8선거구)  | 110대 | 민주당 | 54.26% | 137,655표 | 1위  | 애리조나주 하원의원 당선 |
| 2008년 선거 | 하원의원 (애리조나 제8선거구)  | 111대 | 민주당 | 54.72% | 179,629표 | 1위  | 애리조나주 하원의원 당선 |
| 2010년 선거 | 하원의원 (애리조나 제8선거구)  | 112대 | 민주당 | 48.76% | 138,280표 | 1위  | 애리조나주 하원의원 당선 |

## 참고 자료
- 위키미디어 공용에 개브리엘 기퍼즈 관련 미디어 분류가 있습니다.
- Congresswoman Gabrielle Giffords, Representing the 8th District of Arizona 하원의원 가브리엘 기퍼즈 공식 홈페이지
- GIFFORDS, Gabrielle - Biographical Information Biographical Directory of the United States Congress